# 廣瀬量平
廣瀬 量平（ひろせ りょうへい、1930年（昭和5年）7月17日 - 2008年（平成20年）11月24日）は、日本の作曲家。

## 人物・来歴
北海道函館市で、日魯漁業（現・マルハニチロ）に勤める父・理喜男と、レストラン五島軒店主の若山徳次郎の長女・柳の長男として生まれる。1943年（昭和18年）市立函館中学校（現市立函館高等学校）に入学するが、翌年父の転勤に伴い樺太豊原市へ引越し、樺太庁立豊原中学校に転入。1945年（昭和20年）3月函館に戻る。終戦後、北海道立札幌第一高等学校（現北海道札幌南高等学校）へ転校。1948年（昭和23年）、北海道大学予科文類に入学、この頃から作曲を始める。教育学部へ進み、1953年（昭和28年）に卒業後、上京。1955年（昭和30年）に東京藝術大学作曲科に入学。1961年（昭和36年）に同専攻科を修了。在学中、池内友次郎、島岡譲、矢代秋雄らに師事。1977年（昭和52年）から1996年（平成8年）まで京都市立芸術大学音楽学部教授を務め、その後同大学音楽研究科長、音楽学部長を歴任。ザルツブルク・モーツァルテウム音楽院講師（1997年）、ドイツ・エッセン音楽大学講師（2003年）、国立音楽大学講師（1977年 - 1979年）、同志社女子大学大学院講師（1997年 - 2001年）、東京芸術大学講師（1991年 - 1998年）も務めた。
1984年（昭和59年）から1988年（昭和63年）まで日本現代音楽協会委員長。2000年より2004年まで、京都市立芸術大学伝統音楽研究センターの提唱者にして初代所長。のち同大名誉教授となる。2005年（平成17年）より京都コンサートホール館長となり、死去するまで務めた。
2008年11月24日午前11時7分、肝不全のため京都市内の病院にて死去。78歳没。

## 作品分野について
- フルート作品においてはフルートオーケストラという編成の創生期から、精力的に作品を発表している。1979年の「ブルー・トレイン」の画期的成功を皮切りに、15曲以上にのぼる。
- リコーダー作品においては、「ラメンテーション」「メディテーション」をはじめ既に現代の古典としての扱いを受けている。特にヨーロッパ地域では、音楽大学の入試に使われたり、コンクールの課題曲になったりと、スタンダードナンバーと言えるほどである。
- 「尺八とオーケストラのための協奏曲」は、音楽之友社の高校音楽教科書[4]にて、邦楽器をオーケストラに取り入れた画期的例として、詳しい曲紹介が掲載されている。

## 主な作品

### 管弦楽
- 管弦楽のためのバラード（1950年）
- 弦楽のためのファンタジー （1961年）
- 17奏者のためのシンフォニーズ（1961年）
- チェロ協奏曲「悲（トリステ）」（1971年）
- オーケストラのための「祝典音楽」（1971年）
- 尺八とオーケストラのための協奏曲（NHK委嘱作品1976年）
- オーケストラのための「クリマ」（1976年）/「クリマII」（1988年）
- 管弦楽のための「カラヴィンカ」（1978年）
- ヴァイオリン協奏曲（1979年）
- オーケストラのための「ノーシング」（1981年）
- 広島のための「連祷（リタニア）」（1983年）
- 管弦楽のための「ランドスケープ」（1986年）
- 「祝祭前奏曲」（1988年）
- オーケストラのための「陸前の海」（1991年）
- オーケストラのための「シンフォニア京都」（1996年）[注釈 2]
- オーケストラのための「朝のセレナーデ」（2000年）
- 「喜劇的序曲『王様と恐竜』」（2004年）[注釈 3]

### 器楽曲
- 「フルートとチェンバロのためのソナタ」（1964年）
- 打楽器とヴィオラ、チェロのためのコンポジション(1970年)
- 吹奏楽のための「祝典音楽」（1971年）
- アルトリコーダーとチェロ、ハープのための「ポータラカ（補陀落）」（1972年）
- クラリネットとピアノのための「プンダリーカ（芬陀利華）」（1972年）
- リコーダー、オーボエ、弦楽器、打楽器のための「カラヴィンカ（迦陵頻伽）」（1973年）
- バスーンとハープのための「ピッパーラ（畢鉢羅）」（1973年）
- オーボエ独奏のための「パドゥマ（波雲摩）」（1973年）
- 接続音をともなうアルトフルート独奏のための「パーラミター（波羅蜜多）」（1973年）
- リコーダー四重奏のための「哀歌（ラメンテーション）」（1975年）
- アルトリコーダー独奏のための「瞑想（メディテーション）」（1975年）
- コントラバスと打楽器のための「ラクサーナ」(1975年)
- 創作打楽器のための「アストロノミア」(1975年)
- クラリネット五重奏曲(1975年)
- ヴァイオリン独奏のための「アスラ（阿修羅）」（1976年）
- リコーダー四重奏のための「イディール（田園詩）」（1976年）
- 天籟地響（石笛、壺笛、土笛、インド縦笛、バンスリー、ルネッサンスリコーダー、尺八、アンクルン、太鼓、木製魚板、銅鑼、鉄片など数十種の楽器/ＮＨＫ委嘱作品/1976年）
- 4つの楽器のための抒情組曲（1976年）
- 民族楽器による「トポグラフィー」（1977年）
- リコーダー、弦、打の六重奏曲「カーマ」（1978年）
- フルートオーケストラのためのブルー・トレイン（1979年）
- リコーダー合奏ための「オードI」（1979年）/「オードII」（1980年）
- クリスタルガラスのための「イリュージョン」（1979年）
- フルートオーケストラのためのマリン・シティ（1980年）
- アルトリコーダ独奏のための「讃歌（ヒム）」（1980年）
- フルートオーケストラのためのパピヨン（1980年）
- アルトフルートとフルートオーケストラのための「波羅蜜多と伽陀（パーラミターとカダ）」（1980年）
- 吹奏楽のための「祝典音楽」（上埜孝編曲 1982年）
- フルート独奏のための「讃歌（ヒム）」（1982年）
- フルートソロと四人のフルート奏者のための「ペガソス」（1983年）
- 2つのフルートとハープのための「チャンドラ」（1983年）
- フルートとハープのための「午後のパストラル」（1985年）
- 「市民のためのファンファーレ」（1986年）
- 打楽器合奏のための「マトリノミナベ（真鳥の水辺――縄文頌）」（1988年）
- フルートオーケストラのための典礼風舞曲「雨乞い」（1988年）
- ヴィオラ・ダ・ガンバ合奏のための"Suite for Noble Cat"「高雅な猫のための組曲」（1991年）
- ハープ独奏のための「エレギア」（1994年）
- 「みどりの京（みやこ）」(京都市消防局委嘱 1996年)
- 朝のセレナーデ（弦楽合奏オリジナル版/1998年）
- フルートオーケストラのための「朝のセレナーデ」（2003年）
- "Illusion of the Crescent" for Tenor Recorder solo （2004年）
- ヴィオラ・ダ・ガンバ合奏のための「シレウトック（知床）組曲」（2005年）

### 邦楽器楽曲
- 二面の箏、三絃、尺八、チェロのための「トルソ」(1963年)
- 霹（へき）～尺八独奏のための（1964年）
- 尺八と絃、打楽器のためのコンポジション(1964年-1969年)
- 湫（しゅう）(1969年)
- 飛（ひ）(1969年)
- 3つの尺八のための「ハレ」(1969年)
- 2つの尺八のための「アキ」(1969年)
- 二面の箏、十七絃と尺八のための四重奏曲「まきむく」（1971年）
- 渺（びょう）～尺八独奏のための（1972年）
- 瓔（よう）～箏独奏のための十段（1972年）
- 邦楽合奏のための「夢十夜」（1973年）
- 尺八、チェロ、打楽器、児童合唱のための「ヴィバルタ」（1973年）
- 尺八、チェロ、打楽器のための「彩」（1973年）
- 尺八独奏のための「鶴林」（1973年）
- 箏、十七絃、尺八のための「八幡野」（1974年）
- 箏、十七絃、尺八のための「雪綾」（1975年）
- 尺八と打楽器のための「夢明」（1976年）
- 2つの尺八と竹打楽器のための「秋箠」（1978年）
- 十七絃独奏のための「悼歌」（1978年）
- 十七絃箏のための「みだれ」による変容（1980年）
- 魂ふり～長管尺八のための（1982年）
- 尺八と箏のための「十六夜」（1983年）
- ヴィオラと箏のための「月魄」（1986年）
- 箏のための「夢幻砧」（1986年）
- 邦楽合奏のための組曲「ことほぎ」（1995年）
- 邦楽合奏のための「雪舟讃」（1998年）
- 二十五絃箏のための「浮舟」（2004年）

### 合唱曲
- 混声合唱組曲「吾妻山麓」（1971年）
- 混声合唱組曲「カムイの森で」（1973年）
- 混声合唱組曲「海の詩」（第1曲「海はなかった」 - 1975年度NHK全国学校音楽コンクール課題曲 1975年）[注釈 4]
- 混声/男声/女声合唱組曲「海鳥の詩」（第4曲「北の海鳥」は出版時に加筆）
- 合唱曲「走る海」 - 1980年度NHK全国学校音楽コンクール課題曲、2000年度全日本合唱コンクール課題曲（混声） （1980年）
- 男声合唱組曲「五つのラメント」（1981年）
- 男声/混声合唱組曲「漢詩による五つの歌」（訳詞も廣瀬 1988年）
- 無伴奏女声合唱のための「五つのアンセム」（1995年）
- 女声合唱組曲「月讃の歌」（つくよみのうた）（作詞も廣瀬 2005年）
- 混声合唱組曲「啄木による函館のうた」（2006年）
- 女声合唱のための「三つのメルヘン」(2008年）

### 映画音楽
- あさき夢みし（実相寺昭雄監督 1974年）
- 歌麿 夢と知りせば（実相寺昭雄監督 1977年）
- 注文の多い料理店（岡本忠成監督 1992年）
- 土と木の王国（飯塚俊男監督 1995年）
- 死者の書（川本喜八郎監督 2005年）

### 子どものための歌
- 雪はのんのん（詩：佐藤竜太 NHK『みんなのうた』 1969年）
- 流氷の町 網走（詩：小林純一 NHK『みんなのうた』 1971年）
- 春の風（詩：和田徹三 NHK『みんなのうた』 音楽教科書収載 1972年）
- きょうは王様だ（作詞：小清水 順 NTV『ロンパールーム』 1977年）
- ダ・ダ・ダ（ボロニアゼッキーノ・ドーロ音楽祭銀賞 1995年）

### 放送音楽
- ドキュメンタリー、教育番組
  - 明るい農村（テーマ音楽）
  - 明るいなかま
  - ふえはうたう
  - 日曜美術館（テーマ音楽）
  - アンニョンハシムニカ・ハングル講座（テーマ音楽）
- ドラマ
  - 虹（朝の連続テレビ小説 1970年）
  - テレビ文学館
  - NHK少年ドラマシリーズ「11人いる!」
  - 人形劇「風の子ケーン」
  - 帽子とひまわり
  - 新東京物語
  - 天からやって来た猫
  - 居酒屋
  - お入学
  - 無縁坂（日本テレビ）
  - ひまわりの詩（日本テレビ）
  - 戦後最大の誘拐・吉展ちゃん事件（テレビ朝日）
  - 森村誠一シリーズ・人間の証明（毎日放送・東映）
  - 森村誠一シリーズII・野性の証明（毎日放送・東映）
  - 乾いて候（フジテレビ） 時代劇
  - うちのホンカン（北海道放送）
- その他
  - ドキュメント「ミケランジェロ復活―システィーナ大聖堂修復13年間の記録」（日本テレビ）
  - アルプス物語 わたしのアンネット（フジテレビ アニメ 1983年）
  - 沈黙の艦隊（ニッポン放送 ドラマ）
  - 「柿の木の下で」(NHK-FM FMシアター)
  - 「ズームイン!!朝!」のコーナー「朝の詩（ポエム）」のテーマ音楽（日本テレビ）
  - NHK特集「ガンダーラ　～仏像誕生のロマン～」(NHK、1984年2月24日)
  - 窓いっぱいの夏（資生堂「アクエア・ビューティーケイク」CM曲 1973年）
  - 不思議な顔（資生堂「クインテス・フェイシャルパック」CM曲 1973年）

### 舞台音楽
- 舞踊音楽「鬼」（1970年）
- 癩王のテラス（三島由紀夫作 1974年）
- 舞踊曲「万葉の女」（1976年）
- 季節はずれの長屋の花見（吉永仁郎作 俳優座 1993年）

### その他
- 北海道制100周年記念 北海ばやし（1967年）
- フローラ（電子音楽作品/1971年）
- 京都国体 炬火讃歌（1988年）
- 熊本市制100周年記念 熊本讃歌交響詩「楠若葉」（1989年）
- 安遷都1200年記念 「シンフォニア京都」（1996年）
- 北海道国体（はまなす国体） 入場行進曲（1989年）
- ものつくり大学校歌（詩：梅原猛 2001年）
- 九州大学創立100周年記念「新大学祝典序曲」（2003年）
- 東洋大学創立100周年記念歌 「大学讃歌」
- 帯広大谷短期大学讃歌
- 亀岡讃歌
- はこだて賛歌
- 釧路市の歌
- 京都市中京区音頭
- 京都市消防隊のための「みどりの京（みやこ）」
- 東京都立小平西高等学校校歌
- 長崎県立波佐見高等学校校歌
- 長野県下諏訪向陽高等学校校歌（作詞：大岡信）
- 長野県長野東高等学校校歌（作詞：谷川俊太郎）
- 京都府立南八幡高等学校校歌
- 京都府立洛西高等学校校歌
- 京都府立東稜高等学校校歌
- 阪南大学高等学校校歌
- 岩手県立宮古工業高等学校校歌
- 北海道札幌国際情報高等学校校歌「北の大地に」
- 千葉県立津田沼高等学校校歌（作詞：松本伍一）
- 川越市立大東西中学校校歌
- あきる野市立御堂中学校学校校歌（作詞：片岡輝）
- 北海道伊達市立光陵中学校校歌（作詞:更科源蔵）

## 賞歴
- 北海道放送制作「オロロンの島」で文化庁芸術祭放送部門大賞（1963年）
- 東芝EMI「尺八1969」で文化庁芸術祭レコード部門優秀賞（1969年）
- 「トリステ」収載、東芝EMI「日本現代チェロ名曲大系」で文化庁芸術祭レコード部門大賞（1972年）
- 合唱曲「カムイの森で」（NHK委嘱）で文化庁芸術祭ラジオ部門優秀賞（1972年）
- 日本コロムビアLP「カラヴィンカ――広瀬量平の汎アジア的世界」で文化庁芸術祭レコード部門優秀賞（1973年）
- 廣瀬量平作品による「山本邦山尺八リサイタル」で文化庁芸術祭音楽部門優秀賞（1973年）
- 「尺八協奏曲」で尾高賞（1977年）、ユネスコIMCパリ作曲家会議入賞。
- 「天籟地響（てんらいちきょう）」で文化庁芸術祭ラジオ部門優秀賞（1976年）
- 合唱曲「海鳥の詩」（NHK委嘱）で文化庁芸術祭放送部門優秀賞（1978年）
- カメラータトウキョウCD「天籟地響（てんらいちきょう）」で文化庁芸術作品賞（1989年）
- 藤堂音楽賞（1990年）
- 京都府文化賞功労賞（1991年）
- 京都市文化功労者（1994年）
- カメラータトウキョウCD「クリマ」で文化庁芸術作品賞（1997年）
- 紫綬褒章（1997年）[2]
- 旭日小綬章（2008年）[2]
- 函館市栄誉賞（2008年）[5]
- 京都府文化賞特別功労賞（2009年）[2]
- 京都市特別功労賞（2009年）

## エピソード
- 藝大時代の廣瀬の下宿上階には、新婚の遠藤周作夫妻が住んでいた。遠藤が酔っぱらって帰宅が遅くなると、遠藤夫人は寝てしまって扉を開けない。そうすると遠藤が小石を窓に投げ廣瀬を起こして、扉を開けてもらっていた。（遠藤周作「落第坊主の履歴書」）この件、遠藤周作がフジテレビ『小川宏ショー』に出演した際、廣瀬は「ご対面コーナー」の対面者として出演している。
- 市立函館博物館には、縄文時代のものとして石笛ではないかと思われる出土品が展示されていたが、誰も鳴らしたことはなかった。廣瀬はそれを手に取り、実際に吹き鳴らし、笛であることを証明した。（1976年1月25日付朝日新聞全国版）
- 青森三内丸山遺跡で出土した、穴あきのこぶし大のヒスイ玉についても石笛の可能性を示唆し、笛演奏家の上杉紅童と渡青し、上杉氏の手により石笛であることを実証した。
- 廣瀬が作曲した「はこだて讃歌」は、函館市のゴミ収集車が流すメロディーとして使われていた。大型外航船が函館に入港する際は、同曲が流されている。
- 「吹奏楽のための祝典序曲」は、宇都宮競馬場の重賞ファンファーレ（カネユタカオー記念など）に使われた。